# Franklin, Massachusetts
Franklin, Massachusetts là một thành phố thuộc quận Norfolk trong tiểu bang thịnh vượng chung Massachusetts, Hoa Kỳ. Thành phố có tổng diện tích km², trong đó diện tích đất là km². Theo điều tra dân số Hoa Kỳ năm 2010, thành phố có dân số người.